# Jesuânia
Jesuânia là một đô thị thuộc bang Minas Gerais, Brasil. Đô thị này có diện tích 153,296 km², dân số năm 2007 là 4821 người, mật độ 33,8 người/km².